# تزا
تزا (به لاتین: Teza) یک رود در روسیه است که در استان ایوانوف واقع شده‌است.